# San Miguel de los Bancos (kanton)
 San Miguel de los Bancos – kanton w prowincji Pichincha, w Ekwadorze. Stolicą kantonu jest San Miguel de los Bancos.